# Emil Kellenberger
Pour les articles homonymes, voir Kellenberger.
Emil Kellenberger, né le 3 avril 1864 à Walzenhausen et mort le 30 novembre 1943 à Walzenhausen, est un tireur sportif suisse.

## Carrière
Il remporte deux médailles d'or et une médaille d'argent (partagée avec le Danois Anders Peter Nielsen) aux épreuves de tir aux Jeux olympiques d'été de 1900 se tenant à Paris.